# Versioni di Google Chrome
Questa lista è suscettibile di variazioni e potrebbe essere incompleta o non aggiornata.

| Colore | Significato                                 |
| ------ | ------------------------------------------- |
|        | Vecchia versione                            |
|        | Attuale versione stabile                    |
|        | Attuale versione beta                       |
|        | Attuale versione dev (per gli sviluppatori) |
|        | Attuale versione Canary                     |

Note:
- Tutte le versioni supportano Windows. Mac e Linux sono supportati a partire dalla versione 5.0.375, Android dalla versione 18.0.1025 e iOS dalla 19.0.1084. Android 4.0 è supportato a partire dalla versione 0.16.4130.199 di Chrome per Android;
- Le vecchie build dev e beta non sono mostrate dopo che vengono distribuite stabilmente;
- Le date (in tutti i colori) sono riferite all'ultima delle release della versione stessa.

| Versione principale | Data di distribuzione                                                                               | Motore di rendering | V8         | Modifiche rilevanti |
| ------------------- | --------------------------------------------------------------------------------------------------- | ------------------- | ---------- | --- |
| 0.2.149             | 2 settembre 2008                                                                                    | WebKit 522          | 0.3        | - Prima versione |
| 0.3.154             | 29 ottobre 2008                                                                                     | WebKit 522          | 0.3        | - Miglioramento delle prestazioni dei plugin; - Controllo ortografico per i campi di input; - Miglioramento delle prestazioni proxy web; - Aggiornamenti sulla gestione delle Schede e Finestre. |
| 0.4.154             | 24 novembre 2008                                                                                    | WebKit 525          | 0.3        | - Gestione Preferiti con la novità dell'importazione e dell'esportazione; - Nuova sezione Privacy aggiunta alle opzioni delle applicazioni; - Nuova notifica per i popup bloccati; - Fix di sicurezza. |
| 1.0.154             | 11 dicembre 2008                                                                                    | WebKit 528          | 0.3        | - Prima versione stabile. |
| 2.0.172             | 24 maggio 2009                                                                                      | WebKit 530          | 0.4        | - Aggiunta modalità schermo intero; - Aggiunto Modulo per il riempimento automatico; - JavaScript migliorato del 35%. |
| 3.0.195             | 12 ottobre 2009                                                                                     | WebKit 532          | 1.2        | - Nuova pagina "nuova scheda" per una migliore personalizzazione; - JavaScript migliorato del 25%; - I tag video e audio HTML5 da questa versione sono supportati dal browser. |
| 4.1.249             | 25 gennaio 2010                                                                                     | WebKit 532.5        | 1.3        | - Miglioramento dell'interfaccia per le estensioni e per la sincronizzazione dei Preferiti; - Migliorati i Developer Tools (Ispeziona Elemento), un migliore supporto dell'HTML5; - Barra per la Traduzione automatica di Google Traduttore; - Nuove caratteristiche per la privacy. |
| 5.0.375             | 21 maggio 2010                                                                                      | WebKit 533          | 2.1        | - Miglioramento delle prestazioni JavaScript; - Miglioramento della sincronizzazione delle preferenze del browser; - Maggiore supporto HTML5; - Adobe Flash Player integrato; - Questa versione è la prima a supportare tutte e tre le piattaforme, quali Windows, Linux e Mac OS X. |
| 6.0.472             | 2 settembre 2010                                                                                    | WebKit 534.3        | 2.2        | - Migliorata esteticamente l'interfaccia, come la barra degli indirizzi. |
| 7.0.517             | 21 ottobre 2010                                                                                     | WebKit 534.7        | 2.3.11.22  | - Principalmente sono stati corretti centinaia di bug; - La versione per Mac OS X acquisisce AppleScript; - Nuove opzioni per la gestione dei cookie; - Aggiornata la Nuova Scheda per abilitare le applicazioni web. |
| 8.0.552             | 2 dicembre 2010                                                                                     | WebKit 534.10       | 2.4.9.19   | - Questa versione aggiunge "chrome://flags" per mostrare le caratteristiche sperimentali come Chrome Instant, impostazioni delle schede, background di applicazioni web, remoting, disabilitazione di estensioni obsolete, Cloud Print Proxy. |
| 9.0.597             | 3 febbraio 2011                                                                                     | WebKit 534.13       | 2.5.9.6    | - Aggiunti vari "flags" nella finestra "chrome://flags", come l'Anteprima di Stampa. |
| 10.0.648            | 8 marzo 2011                                                                                        | WebKit 534.16       | 3.0.12.30  | - Abilitato Google Cloud Print; - La pagina delle Opzioni ora si apre in una scheda, differentemente dalla finestra che veniva mostrata nelle versioni precedenti. |
| 11.0.696            | 26 aprile 2011                                                                                      | WebKit 534.24       | 3.1.8.16   | - Rilevante la modifica dell'icona di Chrome; - Supporta ora l'input vocale, il riconoscimento vocale. |
| 12.0.742            | 7 giugno 2011                                                                                       | WebKit 534.30       | 3.2.10.21  | - Il set di icone (Home, Ricarica, Indietro e Avanti) è leggermente cambiato graficamente; - Chrome 12 diventa più leggero; - Il tema di default grigio ha una tonalità minore. - Rimozione di Google Gears. - Accelerazione hardware 3D CSS. |
| 13.0.782            | 2 agosto 2011                                                                                       | WebKit 535.1        | 3.3.10.30  | - Abilitata l'anteprima di stampa e la funzione Instant Page, che permette di precaricare le pagine web. |
| 14.0.835            | 16 settembre 2011                                                                                   | WebKit 535.1        | 3.4.14.21  | - Corregge 32 bug; - Porta il supporto completo per il sistema operativo macOS 10.7 Lion; - Integra nuove API audio e la tecnologia Google Native Client. |
| 15.0.874            | 25 ottobre 2011                                                                                     | WebKit 535.2        | 3.5.10.24  | - Modifica la "Nuova Scheda" aggiungendo nuove sezioni, quali Applicazioni, Più Visitati e Bookmark; - Modifica il modo di cancellare le app aggiungendo un cestino virtuale che comparirà al premere dell'applicazione; - Aggiunta la funzione di scaricamento app da altri siti verificati e abilitata l'API JavaScript in fullscreen; |
| 16.0.912            | 13 dicembre 2011                                                                                    | WebKit 535.7        | 3.6.6.19   | - Nuova pagina “Nuova Scheda”, con una visuale migliorata, gestione tramite drag & drop; - Nuova API JavaScript da eseguire a schermo intero; - Supporto multi-utente che consente a più persone di usare lo stesso browser e mantenere i dati privati separati. |
| 17.0.963            | 8 febbraio 2012                                                                                     | WebKit 535.11       | 3.7.12.29  | - Implementazione di HTTP pipelining. - Cambiato il pulsante "Aggiungi nuova scheda" ora senza il simbolo '+'; - Al passaggio del mouse sulle varie schede non attive vi è un effetto di "scia". |
| 18.0.1025           | 28 marzo 2012 27 giugno 2012 (Android ARM) 26 settembre 2012 (18.0.1026, Android x86)               | WebKit 535.19       | 3.8.9.19   | - Colorazione dei menù leggermente modificata; - Miglioramento dell'interfaccia grafica ora più pulita. |
| 19.0.1084           | 15 maggio 2012 28 giugno 2012 (iOS)                                                                 | WebKit 536.5        | 3.9.24.2   | - Il motore V8 supporta JavaScript Harmony (ECMAScript 6); - Le finestre Incognito aperte non creano più finestre normali extra quando la sessione viene ripristinata; - Uso del controllo ortografico online di Google per identificare parole scritte in modo scorretto, oltre a fornire suggerimenti, solo per testo incollato; - Nella traduzione di una pagina, la traduzione e il codice sono ricevute via HTTPS; - Ridisegnata l'interfaccia utente delle Impostazioni e della Cronologia; - API Web Intents sperimentali.                                                                                            |
| 20.0.1132           | 26 giugno 2012                                                                                      | WebKit 536.10       | 3.10.6.0   | - Attivata la pagina Chrome to Mobile per gli utenti con dispositivi compatibili e registrati; - Panorama View. Le schede hanno una larghezza minima e iniziano ad accatastarsi ai lati. Le schede (eccetto la scheda corrente) più vicine alla scheda corrente sono in cima; - Adattamenti "touch-friendly" sperimentali per l'interfaccia utente. I menu contestuali hanno maggior spazio verticale extra fra gli oggetti. - API PeerConnection sperimentali per funzionalità WebRTC; - Pulsante "Nuova Scheda" più largo; - Aggiunta la possibilità di spostare a piacere il link al Web Store nella pagina Nuova Scheda. |
| 21.0.1180           | 31 luglio 2012 22 agosto 2012 (iOS)                                                                 | WebKit 537.1        | 3.11.10.6  | - API per streaming multimediale (getUserMedia) attiva di default; (per esempio, accesso alla webcam via JavaScript) - Prototipo di API per Gamepad disponibile di default; - TLS 1.1 è attivo di default; - Il Mouse Lock (Pointer Lock) non richiede più lo schermo intero; - Aggiunto supporto per richieste multimediali CSS (pointer) e (hover) cosicché i siti possano ottimizzare la loro interfaccia utente per touch quando il supporto per schermi tattili sarà disponibile. |
| 22.0.1229           | 25 settembre 2012                                                                                   | WebKit 537.4        | 3.12.2     | - Le nuove app in pacchetti sono abilitate di default; - Nuova icona per il menu e pulsante zoom nella Omnibar; - Aggiunto supporto per TLS 1.1; - Aggiunto supporto per i profili di gestione colore ICC v2 di default. |
| 23.0.1271           | 6 novembre 2012 28 novembre 2012 (iOS)                                                              | WebKit 537.10       | 3.13.7.1   | - Verified Identity Pane migliorato; - Il SessionStorage ora persiste su disco, è conservato e ripristinato dal sistema di ripristino sessione; - Singolo profilo su Windows 8 indifferentemente se avviato in modalità desktop o nell'interfaccia nel versione Windows 8 Modern UI; - Un nuovo oggetto nel menu è stato aggiunto per cambiare modalità, il che causa un riavvio del programma; - Protocollo DNT implementato. |
| 24.0.1312           | 10 gennaio 2013                                                                                     | WebKit 537.17       | 3.14.5.0   | - Organizzazione delle schede in gruppi; - Supporto per MathML; - Supporto sperimentale per i filtri personalizzati CSS; |
| 25.0.1364           | 21 febbraio 2013 27 febbraio 2013 (Android) 4 marzo 2013 (iOS)                                      | WebKit 537.22       | 3.15.11.5  | - Supporto per l'audio Opus; - Supporto per i video VP9; - Le estensioni installate esternamente al browser ora sono disabilitate automaticamente; - Modificato l'ispeziona elemento; - Nuovo calendario per gli input HTML5. |
| 26.0.1410           | 26 marzo 2013 3 aprile 2013 (Android) 9 aprile 2013 (iOS)                                           | WebKit 537.31       | 3.16.14.9  | - Correzione di bug; - Nuovo correttore ortografico; - Sistema di interrogazione asincrona dei DNS per velocizzare il caricamento delle pagine; - Aumentato lo spazio tra le righe dell'elenco preferiti e dei vari menù (Tasto Destro, menù principale...) ed eliminata la grafica dell'OS in favore di una più minimale. |
| 27.0.1453           | 21 maggio 2013 22 maggio 2013 (Android) 3 giugno 2013 (iOS)                                         | WebKit 537.36       | 3.17.6.14  | - Correzione di bug; - Introduzione di Chrome App Launcher, un nuovo launcher per le WebApp in stile Chrome OS; - Quando una pagina riproduce dei suoni nella favicon viene mostrata un'icona che consente di individuarla più facilmente ; - Il menù impostazioni e quello del tasto destro hanno subito modifiche; - Nuovo sistema di ricerca Google. |
| 28.0.1500           | 17 giugno 2013 (Linux) 9 luglio 2013 (OS X e Windows) 10 luglio 2013 (Android) 17 luglio 2013 (iOS) | Blink 28            | 3.18.5.14  | - Correzione di bug; - L'animazione presente nella Favicon delle pagine che riproducono dei suoni è stata rimpicciolita per avere più spazio per la Favicon, ora quando l'audio si ferma sparisce la Favicon; - Blink sostituisce WebKit. |
| 29.0.1547           | 20 agosto 2013 (Linux, OS X e Windows) 21 agosto 2013 (Android) 12 settembre 2013 (iOS)             | Blink 29            | 3.19.18.19 | - Corretti 25 bug relativi alla sicurezza; - Omnibox migliorata: ora nei suggerimenti viene data priorità alla cronologia più recente; - Aggiunta nelle impostazioni la funzione che permette di reimpostare le configurazioni iniziali del browser; - Nella versione per Android è stato implementato il supporto a WebRTC e l'interfaccia è stata aggiornata. |
| 30.0.1568           | 18 settembre 2013 (iOS) 1º ottobre 2013 (Linux, OS X e Windows) 2 ottobre 2013 (Android)            | Blink 30            | 3.20.17.13 | - Corretti 50 bug relativi alla sicurezza; - Introdotta la funzione che consente di cercare immagini su Google con un clic; - Aggiunte numerose gesture per la navigazione a schede nella versione per Android. |
| 31.0.1650           | 12 novembre 2013 (Linux, OS X e Windows) 14 novembre 2013 (Android) 20 novembre 2013 (iOS)          | Blink 31            | 3.21.18.7  | - Migliorati gli acquisti web e rinnovata la schermata home nella versione per Android. Inoltre sono presenti notevoli miglioramenti per quanto riguarda la fluidità del pinch-to-zoom; - Risolti alcuni bug che causavano problemi su Ubuntu 13.10 e Fedora 20; - Cambiata la tonalità di colore dei link selezionati nella barra dei preferiti. |
| 32.0.1700           | 14 gennaio 2014 (Linux, OS X e Windows) 15 gennaio 2014 (Android) 27 gennaio 2014 (iOS)             | Blink 32            | 3.22.24.10 | - Indicatori di suono, casting su tv e utilizzo webcam sulle schede; - Nuovo aspetto per la versione Windows 8 Modern UI; - Blocco di file malware; - Nuove API per app e estensioni; - Barre di scorrimento laterali minimaliste; - Introduzione di utenze controllate. |
| 33.0.1750           | 18 febbraio 2014 (iOS) 20 febbraio 2014 (Linux, OS X e Windows) 26 febbraio 2014 (Android)          | Blink 33            | 3.23.17.13 | - In Windows: solo estensioni dal Chrome Web Store (eccetto in modalità sviluppatore); - Correzione bug; - Custom Elements; - Ogg Opus in MSE e <video>; - Page Visibility API; - VTTCue; - Web Speech API (sintesi vocale); - Font-kerning; - requestAutocomplete(); - Speech Synthesis. |
| 34.0.1847           | 2 aprile 2014 (Android) 8 aprile 2014 (Linux, OS X e Windows) 29 aprile 2014 (iOS)                  | Blink 34            | 3.24.35.33 | - Inserimento immagini responsive e API Web Audio; - Inserimento utenti supervisionati e gestione accessi; - numerose nuove API per lo sviluppo di nuove applicazioni; - nuova grafica per la modalità Metro di Windows 8; - Ripristinati i pulsanti su e giù nelle barre di scorrimento; - Aggiornamenti vari per migliorare stabilità e prestazioni; - Ultima release compatibile con le CPU x86 non-SSE2. |
| 35.0.1916           | 20 maggio 2014 (Android) 20 maggio 2014 (Linux, OS X e Windows) 28 maggio 2014 (iOS)                | Blink 35            | 3.25.28.18 | - AuraUI sostituisce GTK+ come interfaccia delle finestre; - Più controllo sugli input touchscreen per gli sviluppatori; - Nuove funzionalità JavaScript; - Unprefixed Shadow DOM; - Alcune nuove API per applicazioni ed estensioni; - Molti cambiamenti “invisibili” per stabilità e prestazioni. |
| 36.0.1985           | 15 luglio 2014 (iOS) 16 luglio 2014 (Linux, OS X e Windows) 16 luglio 2014 (Android)                | Blink 36            | 3.26.31.8  | - Supporto ad Hangout senza plug-in; - Miglioramenti per le notifiche; - aggiornamento per il design delle modalità Incognito e Ospite; - aggiunta una recovery bubble per i crash; - introdotto l'App Launcher su Linux; - numerosi miglioramenti a stabilità e performance. |
| 37.0.2062           | 26 agosto 2014 (Linux, OS X e Windows) 3 settembre 2014 (Android) 22 settembre 2014 (iOS)           | Blink 37            | 3.27.34.14 | - Versione a 64 bit per Windows; - Supporto alle api DirectWrite (su Windows Vista, 7, 8, 8.1); - Introdotti tooltips per una migliore gestione della selezione del testo per i device touch-screen; - Material Design per la versione Android. |
| 38.0.2125           | 7 ottobre 2014 (Linux, OS X e Windows) 7 ottobre 2014 (iOS) 8 ottobre 2014 (Android)                | Blink 38            | 3.28.71.0  | - Versione a 64 bit per Mac; - Supporto login a 2 fattori tramite autenticazione USB, smartcard e altri metodi; - Supporto per gli iPhone di sesta generazione. |
| 39.0.2171           | 12 novembre 2014 (Android) 18 novembre 2014 (Linux, OS X e Windows) 24 novembre 2014 (iOS)          | Blink 39            | 3.29.88.17 | - Versione a 64 bit per Mac; - Experimental Reader Mode. |
| 40.0.2214           | 20 gennaio 2015 (iOS) 21 gennaio 2015 (Linux, OS X e Windows) 21 gennaio 2015 (Android)             | Blink 40            | 3.30.33    | Questa sezione sull'argomento informatica è ancora vuota . Aiutaci a scriverla! |
| 41.0.2272           | 3 marzo 2015 (Linux, OS X e Windows) 11 marzo 2015 (Android) 16 marzo 2015 (iOS)                    | Blink 41            | 4.1.0      | - Introdotte nuove API per applicazioni ed estensioni - Numerosi miglioramenti di stabilità e performance - L'interfaccia Aero è stata rimossa su Windows Vista Versione Android: - Possibilità di aggiornare le pagine web come nella maggior parte delle app di Google - Risolti molti bug e migliorata la performance |
| 42.0.2311           | 14 aprile 2015 (Linux, OS X e Windows) 15 aprile 2015 (Android) 16 aprile 2015 (iOS)                | Blink 42            | 4.2.77     | - Supporto per plugin NPAP disabilitato di default - Nuove API per app, estensioni e Web Platform (incluso la nuova API Push) - Miglioramenti di stabilità e performance - Il pulsante Aggiungi un segnalibro ora è stato ridisegnato. Versione Android: - Possibilità di ricevere gli ultimi aggiornamenti dai siti web tramite le notifiche. - Semplificata la funzione per aggiungere un preferito nella home screen di Android. - Fix di bug e miglioramenti in velocità |
| 43.0.2357           | 19 maggio 2015 (Linux, OS X e Windows) 27 maggio 2015 (Android) 1º giugno 2015 (iOS)                | Blink 43            | 4.3.61     | - Numerosi miglioramenti a stabilità e sicurezza |
| 44.0.2403           | 21 luglio 2015 (Linux, OS X e Windows) 22 luglio 2015 (iOS) 29 luglio 2015 (Android)                | Blink 44            | 4.4.63     | - Alcune nuove API per applicazioni ed estensioni; - Modificata la grafica del cerchio di caricamento - Numerosi cambiamenti per stabilità e performance. |
| 45.0.2454           | 1º settembre 2015 (Linux, OS X e Windows) 1º settembre 2015 (Android) 2 settembre 2015 (iOS)        | Blink 45            | 4.5.103    | - Supporto per plugins NPAP disabilitato in modo permanente - Numerosi cambiamenti per stabilità e performance |
| 46.0.2490           | 13 ottobre 2015 (Linux, OS X e Windows) 14 ottobre 2015 (Android) 22 ottobre 2015 (iOS)             | Blink 46            | 4.6.85     | - Modificato design del logo nella barra delle applicazioni - Numerosi cambiamenti per stabilità e performance. |
| 47.0.2526           | 1º dicembre 2015 (iOS, Linux, OS X e Windows)                                                       | Blink 47            | 4.7.80     | - Modificata icona chiusura tab con una 'X' rossa - Nuovo lettore PDF - Miglioramenti di sicurezza |
| 48.0.2564           | 20 gennaio 2016 (Linux, OS X e Windows) 27 gennaio 2016 (iOS)                                       | Blink 48            | 4.8.271    | - Numerosi cambiamenti per stabilità e performance - Ultima release per le distribuzioni Linux a 32-bit. |
| 49.0.2623           | 2 marzo 2016 (Linux, OS X e Windows)                                                                | Blink 49            | 4.9.385    | - Icone estensioni posizionate di fianco alla tab di ricerca. - Cambiata interfaccia barra dei preferiti. - Modificato movimento della barra di scorrimento. - Ridisegnata l'interfaccia della finestra dei download. - Ultima release per Windows XP e Vista - Numerosi cambiamenti per stabilità e performance. |
| 50.0.2661           | 10 marzo 2016 (Windows, Linux e OS X)                                                               | Blink 50            | 5.0.71     | - Bugfix (totale di 20) riguardano sicurezza - Miglioramento delle performance - Modifica della Push API - Miglioramento per quanto riguarda gli sviluppatori |
| 51.0.2704           | 15 marzo 2016 (Windows, Linux e OS X)                                                               | Blink 51            | 5.1.281    | - Molte novità per gli sviluppatori - Risolti alcuni bug - Introduzione della "Credential Management API" - Bloccato il render degli elementi non visibili su schermo |
| 52.0.2743           | 15 marzo 2016 (Windows, Linux e OS X)                                                               | Blink 52            | 5.2.361    | - Attivata su Mac l'UI "Material Design" - Cambiato il comando per tornare alla pagina precedente (ora "Alt + freccia direzionale sinistra") - Miglioramento delle proprietà CSS "contain" |
| 53.0.2785           | 31 agosto 2016 (Linux, macOS e Windows) 7 settembre 2016 (iOS e Android)                            | Blink 53            | 5.3.332    | Questa sezione sull'argomento informatica è ancora vuota . Aiutaci a scriverla! |
| 54.0.2840           | 12 ottobre 2016 (Linux, macOS e Windows) 19 ottobre 2016 (iOS e Android)                            | Blink 54            | 5.4.500    | Questa sezione sull'argomento informatica è ancora vuota . Aiutaci a scriverla! |
| 55.0.2883           | 1º dicembre 2016 (Linux, macOS e Windows) 5 dicembre 2016 (iOS) 6 dicembre 2016 (Android)           | Blink 55            | 5.5.372    | Questa sezione sull'argomento informatica è ancora vuota . Aiutaci a scriverla! |
| 56.0.2924           | 25 gennaio 2017 (Linux, macOS e Windows) 1º febbraio 2017 (iOS e Android)                           | Blink 56            | 5.6.326    | Questa sezione sull'argomento informatica è ancora vuota . Aiutaci a scriverla! |
| 57.0.2987           | 9 marzo 2017 (Linux, macOS e Windows) 14 marzo 2017 (iOS) 16 marzo 2017 (Android)                   | Blink 57            | 5.7.492    | Questa sezione sull'argomento informatica è ancora vuota . Aiutaci a scriverla! |
| 58.0.3029           | 19 aprile 2017 (Linux, macOS e Windows) 20 aprile 2017 (Android) 25 aprile 2017 (iOS)               | Blink 58            | 5.8.283    | Questa sezione sull'argomento informatica è ancora vuota . Aiutaci a scriverla! |
| 59.0.3071           | 5 giugno 2017 (Linux, macOS e Windows) 6 giugno 2017 (iOS e Android)                                | Blink 59            | 5.9.211    | Questa sezione sull'argomento informatica è ancora vuota . Aiutaci a scriverla! |
| 60.0.3112           | 25 luglio 2017 (Linux, macOS, Windows e iOS) 31 luglio 2017 (Android)                               | Blink 60            | 6.0.286    | Questa sezione sull'argomento informatica è ancora vuota . Aiutaci a scriverla! |
| 61.0.3163           | 5 settembre 2017 (Linux, macOS, Windows, iOS e Android)                                             | Blink 61            | 6.1.534    | Questa sezione sull'argomento informatica è ancora vuota . Aiutaci a scriverla! |
| 62.0.3202           | 17 ottobre 2017 (Linux, macOS e Windows) 18 ottobre 2017 (iOS) 19 ottobre 2017 (Android)            | Blink 62            | 6.2.414    | Questa sezione sull'argomento informatica è ancora vuota . Aiutaci a scriverla! |
| 63.0.3239           | 5 dicembre 2017 (iOS e Android) 6 dicembre 2017 (Linux, macOS e Windows)                            | Blink 63            | 6.3.292    | Questa sezione sull'argomento informatica è ancora vuota . Aiutaci a scriverla! |
| 64.0.3282           | 23 gennaio 2018 (Android) 24 gennaio 2018 (iOS, Linux, macOS e Windows)                             | Blink 64            | 6.4.388    | Questa sezione sull'argomento informatica è ancora vuota . Aiutaci a scriverla! |
| 65.0.3325           | 6 marzo 2018 (Linux, macOS, Windows, iOS e Android)                                                 | Blink 65            | 6.5.254    | Questa sezione sull'argomento informatica è ancora vuota . Aiutaci a scriverla! |
| 66.0.3359           | 17 aprile 2018 (Linux, macOS, Windows, iOS e Android)                                               | Blink 66            | 6.6.346    | Questa sezione sull'argomento informatica è ancora vuota . Aiutaci a scriverla! |
| 67.0.3396           | 29 maggio 2018 (Linux, macOS, Windows e iOS) 31 maggio 2018 (Android)                               | Blink 67            | 6.7.288    | Questa sezione sull'argomento informatica è ancora vuota . Aiutaci a scriverla! |
| 68.0.3440           | 24 luglio 2018 (Linux, macOS, Windows, iOS e Android)                                               | Blink 68            | 6.8.275    | Questa sezione sull'argomento informatica è ancora vuota . Aiutaci a scriverla! |
| 69.0.3497           | 4 settembre 2018 (Linux, macOS, Windows, iOS e Android)                                             | Blink 69            | 6.9.427    | Questa sezione sull'argomento informatica è ancora vuota . Aiutaci a scriverla! |
| 70.0.3538           | 16 ottobre 2018 (Linux, macOS, Windows e iOS) 17 ottobre 2018 (Android)                             | Blink 70            | 7.0.276    | Questa sezione sull'argomento informatica è ancora vuota . Aiutaci a scriverla! |
| 71.0.3578           | 4 dicembre 2018 (Linux, macOS, Windows, iOS e Android)                                              | Blink 71            | 7.1.302    | Questa sezione sull'argomento informatica è ancora vuota . Aiutaci a scriverla! |
| 72.0.3626           | 29 gennaio 2019 (Linux, macOS, Windows, iOS e Android)                                              | Blink 72            | 7.2.502    | Questa sezione sull'argomento informatica è ancora vuota . Aiutaci a scriverla! |
| 73.0.3683           | 12 marzo 2019 (Linux, macOS, Windows, iOS e Android)                                                | Blink 73            | 7.3.492    | Questa sezione sull'argomento informatica è ancora vuota . Aiutaci a scriverla! |
| 74.0.3729           | 23 aprile 2019 (Linux, macOS, e Windows) 24 aprile 2019 (Android) 29 aprile 2019 (iOS)              | Blink 74            | 7.4.288    | Questa sezione sull'argomento informatica è ancora vuota . Aiutaci a scriverla! |
| 75.0.3770           | 4 giugno 2019 (Linux, macOS, Windows, iOS e Android)                                                | Blink 75            | 7.5.288    | Questa sezione sull'argomento informatica è ancora vuota . Aiutaci a scriverla! |
| 76.0.3809           | 30 luglio 2019 (Linux, macOS, Windows, iOS e Android)                                               | Blink 76            | 7.6.303    | Questa sezione sull'argomento informatica è ancora vuota . Aiutaci a scriverla! |
| 77.0.3865           | 10 settembre 2019 (Linux, macOS, Windows, iOS e Android)                                            | Blink 77            | 7.7.299    | Questa sezione sull'argomento informatica è ancora vuota . Aiutaci a scriverla! |
| 78.0.3904           | 22 ottobre 2019 (Linux, macOS, Windows, iOS e Android)                                              | Blink 78            | 7.8.279    | - Rimosso del tutto l'XSS Auditor |
| 79.0.3945           | 10 dicembre 2019 (Linux, macOS, Windows, iOS e Android)                                             | Blink 79            | 7.9.317    | Questa sezione sull'argomento informatica è ancora vuota . Aiutaci a scriverla! |
| 80.0.3987           | 4 febbraio 2020 (Linux, macOS, Windows e Android) 5 febbraio 2020 (iOS)                             | Blink 80            | 8.0.426    | Questa sezione sull'argomento informatica è ancora vuota . Aiutaci a scriverla! |
| 81.0.4044           | 7 aprile 2020 (Linux, macOS, Windows, iOS e Android)                                                | Blink 81            | 8.1.307    | Questa sezione sull'argomento informatica è ancora vuota . Aiutaci a scriverla! |
| 83.0.4103           | 19 maggio 2020 (Linux, macOS, Windows e Android) 21 maggio 2020 (iOS)                               | Blink 83            | 8.3.110    | Questa sezione sull'argomento informatica è ancora vuota . Aiutaci a scriverla! |
| 84.0.4147           | 14 luglio 2020 (Linux, macOS, Windows, iOS e Android)                                               | Blink 84            | 8.4.371    | Questa sezione sull'argomento informatica è ancora vuota . Aiutaci a scriverla! |
| 85.0.4183           | 25 agosto 2020 (Linux, macOS, Windows, iOS e Android)                                               | Blink 85            | 8.5.210    | Questa sezione sull'argomento informatica è ancora vuota . Aiutaci a scriverla! |
| 86.0.4240           | 30 settembre 2020 (iOS) 6 ottobre 2020 (Linux, macOS, Windows e Android)                            | Blink 86            | 8.6.395    | Questa sezione sull'argomento informatica è ancora vuota . Aiutaci a scriverla! |
| 87.0.4280           | 17 novembre 2020 (Linux, macOS, Windows e Android) 18 novembre 2020 (iOS)                           | Blink 87            | 8.7.220    | Questa sezione sull'argomento informatica è ancora vuota . Aiutaci a scriverla! |
| 88.0.4324           | 19 gennaio 2021 (Linux, macOS, Windows e Android)                                                   | Blink 88            | 8.8.278    | Questa sezione sull'argomento informatica è ancora vuota . Aiutaci a scriverla! |
| 89.0.4389           | 2 marzo 2021 (Linux, macOS, Windows e Android)                                                      | Blink 89            | 8.9.255    | Questa sezione sull'argomento informatica è ancora vuota . Aiutaci a scriverla! |
| 90.0.4430           | 13 aprile 2021 (Android) 14 aprile 2021 (Linux, macOS e Windows) 10 maggio 2021 (iOS)               | Blink 90            | 9.0.257    | Questa sezione sull'argomento informatica è ancora vuota . Aiutaci a scriverla! |
| 91.0.4472           | 25 maggio 2021 (Linux, macOS, Windows e Android) 3 giugno 2021 (iOS)                                | Blink 91            | 9.1.269    | Questa sezione sull'argomento informatica è ancora vuota . Aiutaci a scriverla! |
| 92.0.4515           | 20 luglio 2021 (Linux, macOS, Windows, iOS e Android)                                               | Blink 92            | 9.2.230    | Questa sezione sull'argomento informatica è ancora vuota . Aiutaci a scriverla! |
| 93.0.4577           | 31 agosto 2021 (Linux, macOS, Windows, iOS e Android)                                               | Blink 93            | 9.3.345    | Questa sezione sull'argomento informatica è ancora vuota . Aiutaci a scriverla! |
| 94.0.4606           | 21 settembre 2021 (Linux, macOS, Windows, iOS e Android)                                            | Blink 94            | 9.4.146    | Questa sezione sull'argomento informatica è ancora vuota . Aiutaci a scriverla! |
| 95.0.4638           | 19 ottobre 2021 (Linux, macOS, Windows, iOS e Android)                                              | Blink 95            | 9.5.172    | Questa sezione sull'argomento informatica è ancora vuota . Aiutaci a scriverla! |
| 96.0.4664           | 9 novembre 2021 (iOS) 15 novembre 2021 (Linux, macOS, Windows e Android)                            | Blink 96            | 9.6.180    | Questa sezione sull'argomento informatica è ancora vuota . Aiutaci a scriverla! |
| 97.0.4692           | 4 gennaio 2022 (Linux, macOS, Windows, iOS e Android)                                               | Blink 97            | 9.7.106    | Questa sezione sull'argomento informatica è ancora vuota . Aiutaci a scriverla! |
| 98.0.4758           | 1º febbraio 2022 (Linux, macOS, Windows, iOS e Android)                                             | Blink 98            | 9.8.177    | Questa sezione sull'argomento informatica è ancora vuota . Aiutaci a scriverla! |
| 99.0.4844           | 1º marzo 2022 (Linux, macOS, Windows, iOS e Android)                                                | Blink 99            | 9.9.115    | Questa sezione sull'argomento informatica è ancora vuota . Aiutaci a scriverla! |
| 100.0.4896          | 29 marzo 2022 (Linux, macOS, Windows, iOS e Android)                                                | Blink 100           | 10.0.139   | Questa sezione sull'argomento informatica è ancora vuota . Aiutaci a scriverla! |
| 101.0.4951          | 26 aprile 2022 (Linux, macOS, Windows, iOS e Android)                                               | Blink 101           | 10.1.124   | Questa sezione sull'argomento informatica è ancora vuota . Aiutaci a scriverla! |
| 102.0.5005          | 24 maggio 2022 (Linux, macOS, Windows, iOS e Android)                                               | Blink 102           | 10.2.154   | Questa sezione sull'argomento informatica è ancora vuota . Aiutaci a scriverla! |
| 103.0.5060          | 21 giugno 2022 (Linux, macOS, Windows, iOS e Android)                                               | Blink 103           | 10.3.174   | Questa sezione sull'argomento informatica è ancora vuota . Aiutaci a scriverla! |
| 104.0.5112          | 2 agosto 2022 (Linux, macOS, Windows, iOS e Android)                                                | Blink 104           | 10.4.132   | Questa sezione sull'argomento informatica è ancora vuota . Aiutaci a scriverla! |
| 105.0.5195          | 30 agosto 2022 (Linux, macOS, Windows, iOS e Android)                                               | Blink 105           | 10.5.218   | Questa sezione sull'argomento informatica è ancora vuota . Aiutaci a scriverla! |
| 106.0.5249          | 27 settembre 2022 (Linux, macOS, Windows e iOS) 30 settembre 2022 (Android)                         | Blink 106           | 10.6.194   | Questa sezione sull'argomento informatica è ancora vuota . Aiutaci a scriverla! |
| 107.0.5304          | 24 ottobre 2022 (iOS) 25 ottobre 2022 (Linux, macOS, Windows e Android)                             | Blink 107           | 10.7.193   | Questa sezione sull'argomento informatica è ancora vuota . Aiutaci a scriverla! |
| 108.0.5359          | 29 novembre 2022 (Linux, macOS, Windows, iOS e Android)                                             | Blink 108           | 10.8.168   | Questa sezione sull'argomento informatica è ancora vuota . Aiutaci a scriverla! |
| 109.0.5414          | 17 novembre 2022 (iOS) 1º dicembre 2022 (Linux, macOS, Windows e Android)                           | Blink 109           | 10.9       | Attuale versione beta |
| 110.0               | 15 novembre 2022 (iOS) 1º dicembre 2022 (Linux, macOS, Windows e Android)                           | Blink 110           | 11.0       | Attuale versione dev (per gli sviluppatori) |
| 110.0               | 12 novembre 2022 (macOS e Android) 16 novembre 2022 (Windows)                                       | Blink 110           | 11.0       | Attuale versione Canary |